# Municipio Ocotepec (Chiapas)
Koordinaten: 17° 13′ 0″ N, 93° 9′ 0″ W
Ocotepec ist ein Municipio im mexikanischen Bundesstaat Chiapas. Das Municipio hat etwa 11.800 Einwohner, die Fläche des Municipios beträgt 61,3 km². Verwaltungssitz und größter Ort ist das gleichnamige Ocotepec.

## Geographie
Das Municipio Ocotepec liegt im Nordwesten des mexikanischen Bundesstaats Chiapas auf Höhen zwischen 400 m und 2100 m. Es zählt zur Gänze zur physiographischen Provinz der Sierra Madre de Chiapas und vollständig in der hydrologischen Region Grijalva-Usumacinta. Die Geologie des Municipios wird zu 82 % von Kalkstein bestimmt bei 18 % Andesit-Brekzie; vorherrschende Bodentypen sind Luvisol (51,5 %) und Phaeozem (48 %). Etwa 98 % der Gemeindefläche sind bewaldet.
Das Municipio Ocotepec grenzt an die Municipios Chapultenango, Tapalapa, Coapilla, Copainalá und Francisco León.

## Bevölkerung
Beim Zensus 2010 wurden im Municipio 11.878 Menschen in 2.287 Wohneinheiten gezählt. Davon wurden 10.582 Personen als Sprecher einer indigenen Sprache registriert, darunter 9.818 Sprecher des Zoque. Gut 38 Prozent der Bevölkerung waren Analphabeten. 2685 Einwohner wurden als Erwerbspersonen registriert, wovon knapp 90 % Männer bzw. 4,8 % arbeitslos waren. Gut 63 % der Bevölkerung lebten in extremer Armut.

## Orte
Das Municipio Ocotepec umfasst 38 bewohnte localidades, von denen nur der Hauptort vom INEGI als urban klassifiziert ist. Fünf Orte hatten zumindest 1000 Einwohner, 16 Orte weniger als 100 Einwohner. Die größten Orte sind:
| Ort                  | Einwohner |
| Ocotepec             | 4663      |
| San Pablo Huacano    | 1427      |
| San Francisco Ocotal | 0601      |